# 雲見くじら館
雲見くじら館（くもみくじらかん）は、静岡県賀茂郡松崎町にあるセミクジラの骨格標本を展示する博物館。雲見温泉の雲見温泉観光協会と同一の施設内にある。

## 概要
伊豆半島の雲見海岸に位置する博物館であり、1983年に開設され雲見温泉観光協会が運営している。日本に数点しかないセミクジラの骨格標本を始めとして、漁具や古文書、セミクジラのヒゲをバネとして利用する浄瑠璃人形のかしらなどを展示している。
建物は鉄筋コンクリート造の2階建てになっており、1階にところてんの製造実演・試食コーナー、2階に骨格標本などの展示室があり、また屋上は観光案内所・券売所と駐車場になっていて、国道136号線と接続している。
1995年には浄瑠璃人形のかしらと、人形かしらからくり模型が展示品に加わった。くじら館では捕鯨が禁止されてから入手が困難になったセミクジラのヒゲを所蔵しており、ヒゲをバネ材としてかしら部に利用する浄瑠璃人形の修復を手掛けている神奈川県の人形細工人へ所蔵のヒゲを譲渡した際に、人形細工人から礼としてかしらと模型が寄贈され展示品に加わった。
1988年ごろには来館者数が9200人に達した。2010年1月、入館者が減少したため雲見くじら館は閉館となったが、観光客や住民からの要望により、5月1日から営業を再開した。
一時閉館前の2009年時点における入館料金は大人300円、子ども200円となっていて、入館者には雲見特産のテングサを使用したところてんが無料で提供されていたが、営業再開後は入館料金が大人100円、子ども50円に値下げされ、ところてんの提供はなくなった。

## 主な展示品
- セミクジラ骨格標本
- セミクジラ目玉・血管・生殖器
- 浄瑠璃人形かしら
- 人形かしらからくり模型
- 漁具関係資料
- 座礁セミクジラ関連写真

## 歴史

### 開館の経緯

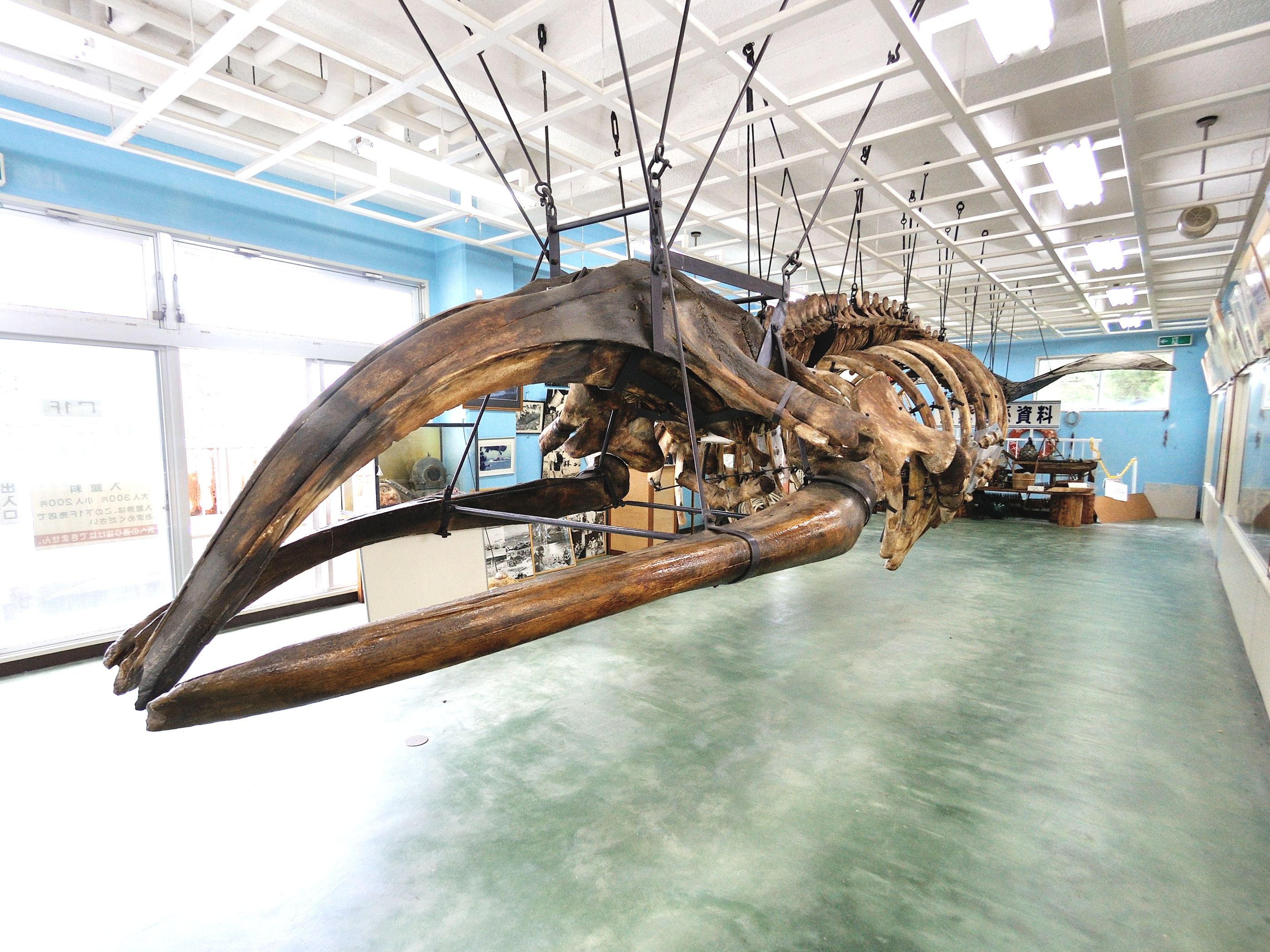
セミクジラの骨格標本

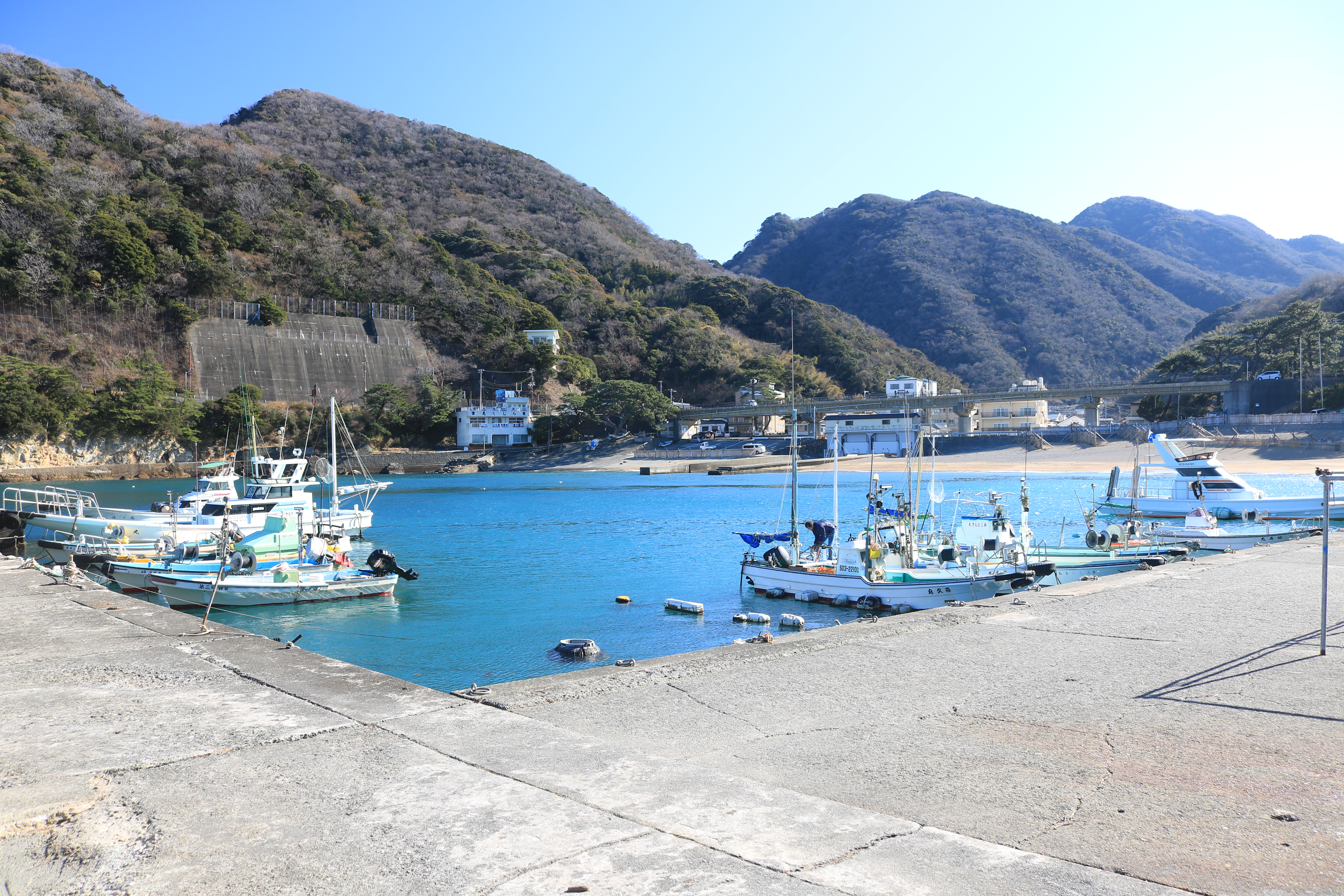
雲見漁港

1977年4月15日、伊豆半島の雲見海岸の付近の駿河湾に現れた2頭のセミクジラから1頭が雲見漁港内に迷い込んで砂浜へ乗り上げ、翌日に死亡した。なお、ほとんどのメディアや情報ではこの個体は自ら港に迷入し衰弱死したとされているが、実際には前日沼津市の海岸で目撃された可能性のある個体が15日当日に雲見海岸付近を遊泳していたところを発見され、雲見漁港に追い込まれ殺されたものである。
セミクジラは1930年代には全世界で保護対象となっていたが、日本では1990年代まで商業・調査捕鯨を含む形で相当数が保護規制後も捕獲され続け、さらにはソビエト連邦と日本の相互補助的な大量違法捕鯨により壊滅的な生息状況に追い込まれ、今日では全大型鯨類でも最も絶滅が危惧される種類の一つになった。なお、松崎沖では1970年代の日本鯨類研究所の調査にて母子が一組発見されており（このとき、更に別の母子が遠州灘の弁天島沖で発見された）、1996年には10m程の個体がやはり松崎沖3.5kmの地点で確認されている。また、駿河湾では2020年にも御前崎沖で1頭が目撃されている。
死亡したクジラは体長が11.5メートル、体重は22トンの未成熟個体であり、世界的にも貴重なセミクジラだとわかったことから、骨格標本とすることになり、捕鯨発祥の地として有名な和歌山県太地町町民の手により解体されて海岸に埋められ、4年後の1981年3月18日に発掘された。その後、1983年7月5日に骨格標本を展示する雲見くじら館が開館した。
1989年7月1日、骨格標本となったセミクジラの供養を目的として、雲見温泉観光協会が200万円の事業費を投じて雲見海岸に建立した供養碑の除幕式が行われ、セミクジラに戒名「滄海院鯨音魚士」（そうかいいんげいいんぎょじ）が与えられた。

### 骨格標本移設へ
セミクジラの全身骨格標本については劣化が進み維持管理が困難になっており、静岡市などとの協議の結果、運営する雲見観光協会がセミクジラの骨格標本を無償提供することになった。静岡市が清水港に2026年度に開業する予定の海洋文化施設「海洋・地球総合ミュージアム」に展示するため準備を進めており、ミュージアムの開業時期が決まり次第搬出されることとなっている。